# Jack Lake, Peterborough County
Jack Lake är en sjö i Kanada.   Den ligger i countyt Peterborough County och provinsen Ontario, i den sydöstra delen av landet, 200 km väster om huvudstaden Ottawa. Jack Lake ligger 283 meter över havet.
I omgivningarna runt Jack Lake växer i huvudsak blandskog. Runt Jack Lake är det mycket glesbefolkat, med 5 invånare per kvadratkilometer.